# Анна де Роган-Шабо
Анна Юлия де Роган-Шабо (1648, Франция — 4 февраля 1709, Париж) — французская аристократка, внучка Анри де Рогана. Фаворитка короля Франции Людовика XIV и известная красавица своего времени. Иногда её называют мадам де Фронтене, поскольку она была дамой Фортене.

## Биография
Третья из пяти детей Анри де Шабо и его жены Маргариты де Роган. Брак её родителей вызвал скандал, поскольку Маргарита была иностранной принцессой дома Роган. Это обязало Людовика XIV издать указ о том, что она сможет выйти замуж за Анри и при этом сохранить своё высокое положение при дворе. Её семье было разрешено носить имя Роган-Шабо.
17 апреля 1663 года в возрасте не более пятнадцати лет Анна вышла замуж за генерал-лейтенанта Франсуа де Рогана, который был старше неё на 18 лет. Франсуа был вдовцом, младшим сыном Эркюля, герцога де Роган-Монбазон и его жены Марии д’Авогур Монбазон. Его старшей сводной сестрой была Мария де Роган, герцогиня Шеврёз, ключевая фигура Фронды.
Анна была дамой Субиз в своём праве. Таким образом, на время её брака она передала титул своему мужу. Пара назвала себя принцем и принцессой де Субиз после марта 1667 года, основываясь на патентном письме, в результате которого титул Субиз был возведён в княжеский. Анна была также дамой Фронтене в своём праве.
Она получила блестящее образование для того времени. Хотя она была всего лишь подростком, она была предана своему мужу. Прекрасная рыжеволосая красавица эпохи со свежей бледной кожей и миндалевидными глазами, известная как la Belle Florice, она поддерживала свою красоту, придерживаясь строгой диеты из курицы, листьев салата, фруктов, молочных продуктов и воды с добавлением вина.
Анна стала любовницей короля Людовика XIV в 1669 году, когда он остановился в замке Шамбор, где также в то время жила Анна. В то время расположением короля пользовались Луиза Франсуаза де Лавальер и её будущая преемница мадам де Монтеспан. Некоторое время спустя у Анны родился второй сын, Эркюль Мериадек де Роган, будущий принц Субиз, еще при рождении именованный герцогом де Роган-Роган.
В январе 1674 года Анна стала фрейлиной королевы Марии Терезии, а пять месяцев спустя она родила другого сына, Армана Гастона Максимильена. К тому времени стало общеизвестно, что король и Анна были любовниками, и ходили слухи, что её сын в действительности был зачат от короля, а не месье де Субиза, хотя он и признал ребёнка своим. Хотя официальных доказательств не было, Людовик XIV выделил послушному мужу своей фаворитки большую сумму денег, «учитывая его заслуги». На портретах того времени сходство между королём и Арманом очевидно. Её муж быстро разбогател.
Королевский роман закончился в 1675 году; с перерывами он продлился около шести лет. В то же время отношения между мадам де Монтеспан и королём также закончились.
Анна убедила своего мужа купить Отель де Гиз у наследников покойной герцогини де Гиз. Он купил его в собственность 27 марта 1700 года и переименовал в Отель де Субиз. Принцесса умерла там от простуды 4 февраля 1709 года. Её супруг умер там же через три года, 24 августа 1712 года.

## Дети
- Анна Маргарита (1664—1721), аббатиса; детей не было.
- Луи де Роган (1666—1689), детей не было.
- Констанция Эмилия (1667—?), супруга Джозефа I Родригеса Теллес да Камара; были дети.
- Эркюль Мериадек, герцог де Роган-Роган (1669—1749), женат последовательно на Анне Женевьеве де Леви и Марии-Софии де Курсийон; были дети от первого брака.
- Александр Мериадек (1670—1687), детей не было.
- Анри Луи (1672—1693), детей не было.
- Арман Гастон Максимильен (1674—1749), великий раздатчик милостыни Франции, возможный сын короля Людовика XIV; детей не было.
- Софрония-Пелагея (1678—?), супруга дона Альфонсо Франсиско де Васконселлос; были дети.
- Элеонора Мария (1679—1753), аббатиса; детей не было.
- Максимильен Гастон (1680—1706), погиб в битве при Рамильи[4]; детей не было.
- Фредерик Пауль (1682), детей не было.